# Adelajda od Besalúa
Gospa Adelajda od Besalúa (katalonski: Adelaida de Besalú) (? – prije 1055.) bila je španjolska plemkinja; grofica supruga Empúriesa i Urgella.

## Obitelj
Adelajda je bila kći grofa Bernarda I. od Besalúa i njegove supruge, grofice Tode Provansalske te je rođena u Besalúu.
Njezin je prvi muž bio grof Poncije I. od Empúriesa. Sinovi Adelajde i Poncija su bili Hugo II. od Empúriesa, Ermengol od Empúriesa, Berenguer od Empúriesa i Petar; kćeri su im bile Gizela, Garsenda, Ermesinda i Ermengarda.
Adelajdin je drugi muž bio grof Urgella, Don Ermengol III. Par je možda dobio sina, Don Ermengola IV. i kćer, aragonsku kraljicu Izabelu.

## Poveznice
- Velasquita od Besalúa

## Vanjske poveznice
- Obitelj grofa Ermengola III.